# La tragica storia del Dottor Faust
(Logan 1973, p. 14)
La tragica storia del Dottor Faust (The Tragical History of Life and Death of Doctor Faustus) è un'opera teatrale scritta da Christopher Marlowe, secondo alcuni critici prima del 1590.
Il dramma narra la storia del Dottor Faust, uno studioso così avido di conoscenza da non accontentarsi del sapere accademico, della medicina e della teologia, avventuratosi nel campo della magia nera. Siccome la ricerca autonoma e libera della verità (la filosofia o la scienza) era stata da sempre in contraddizione con la teologia dogmatica, dopo aver compiuto un'invocazione nel suo studio gli appare il diavolo Mefistofele con il quale stipula un patto: Faustus avrà la conoscenza ed i servizi del servo di Lucifero per ventiquattro anni, dopo i quali Lucifero avrà la sua anima.
Egli riesce solo a compiere piccoli atti di bassa levatura. Dapprima fa apparire a sé i sette vizi capitali, poi si prende gioco della corte papale di Roma. Durante tutta l'opera, Faustus viene continuamente consigliato da due angeli, uno buono e uno malvagio, simboleggianti i due lati della natura umana. E sebbene l'angelo buono riesca più volte ad insinuare in Faustus il dubbio sulla sua scelta per salvargli l'anima, le minacce di Mefistofele e le apparizioni di Lucifero lo fanno presto desistere dal proposito di rompere il patto, fino alla morte, quando la sua anima viene dannata.
La prima pubblicazione dell'opera risale al 1604, undici anni dopo la morte di Marlowe e più di dodici anni dalla prima rappresentazione teatrale. Prendendo spunto dal mito del Dottor Faust, l'opera ha influenzato alcuni dei maggiori drammaturghi del tempo come Ben Jonson e William Shakespeare, e nei secoli successivi molte altre opere, tra cui il Faust di Goethe.

## Trama
Nel prologo il coro annuncia quale tipo di opera sia il Dottor Faustus. Non tratta della guerra o dell'Amore cortese, ma di Faustus, nato da genitori di umili origini, il che può essere considerato come un allontanamento dalla tradizione medievale. Faustus appartiene a una classe inferiore rispetto a re e santi, tuttavia la sua storia vale la pena di essere raccontata. Faustus usa la sua saggezza e le sue abilità soprattutto nell'ambito accademico, in cui eccelle in modo così formidabile che gli viene assegnato un dottorato. La parte iniziale fornisce il primo indizio sulla causa della caduta di Faustus. La storia di Faustus è paragonata a quella di Icaro che volò troppo vicino al sole e morì cadendo quando il calore sciolse le sue ali di cera. Questo è allo stesso tempo un'allusione sulla fine di Faustus e un tentativo di concentrare l'attenzione del lettore sull'idea della tracotanza (hybris), rappresentata nella storia di Icaro.
Faustus afferma di aver raggiunto il limite di ogni disciplina da lui studiata. Apprezza la logica in quanto strumento per dibattere; considera la medicina uno strumento svalutato se non permette il ritorno in vita dei morti e l'immortalità; la legge giusta e trascendente; la teologia inutile perché tutti gli uomini commettono peccato e avere peccati punibili con la morte complica la logica della teologia. Egli respinge ciò dicendo: "Come la chiami questa dottrina? Qué será, será" (Ciò che sarà, sarà). Egli chiama il suo servo Wagner per condurre da lui Valdo e Cornelio, due famosi stregoni. L'angelo buono e l'angelo cattivo gli esprimono il loro parere sul suo interesse nei confronti di Satana. Nonostante Faustus sia momentaneamente dissuaso e si chieda "Quanto sono sazio di questa vanità?", è apparentemente convinto dalle possibilità che la magia gli offre. Valdo dichiara che se Faustus si dedica alla magia deve far voto di non studiare nient'altro e afferma che grandi cose sono infatti possibili a chi possiede la statura di Faustus.
L'assenza di Faustus viene notata da due studiosi meno istruiti di lui. Loro richiedono a Wagner di rivelare il luogo in cui Faustus si trova, una richiesta che il servo nega altezzosamente. I due dotti sono preoccupati per la caduta profonda di Faustus nell'arte della magia e informano il re. Faustus convoca un demonio alla presenza di Lucifero e altri demòni nonostante egli sia inconsapevole di ciò. Dopo aver creato un cerchio magico e avere pronunciato un incantesimo con cui revoca il suo battesimo, un diavolo chiamato Mefistofele gli appare davanti. Faustus non riesce a sopportare l'aspetto ripugnante del diavolo e gli ordina di cambiare le sue sembianze. Vedendo l'obbedienza del diavolo nel cambiare forma, si inorgoglisce della propria abilità. Prova a legare il diavolo al suo servizio, ma non ci riesce perché Mefistofele serve già Lucifero, il principe dei diavoli. Inoltre Mefistofele rivela che non era il potere di Faustus ad averlo evocato ma piuttosto il fatto che se qualcuno abiura le scritture, il diavolo arriva a rivendicarne l'anima. Mefistofele introduce la storia di Lucifero e degli altri diavoli, dicendo che l'inferno non ha confini ed è più uno stato della mente che un luogo fisico. Le ricerche di Faustus sulla natura dell'inferno portano Mefistofele a dire: "Oh Faustus, lascia perdere queste frivole richieste che portano terrore alla mia anima debole".
Utilizzando Mefistofele come intermediario, Faustus stipula un patto con Lucifero: gli sono concessi ventiquattro anni di vita sulla Terra, durante i quali avrà Mefistofele come suo servo personale, alle seguenti condizioni:
(Marlowe, Il Dottor Faust, Atto I, Scena V)
Trascorso questo periodo consegnerà la sua anima a Lucifero come contropartita e passerà l'eternità all'inferno, come un dannato. Questo patto deve essere siglato con il sangue stesso di Faustus. Dopo essersi ferito un braccio, il taglio cicatrizza miracolosamente e poi su di esso appaiono le parole latine "Homo, fuge!" (fuggi, uomo!). Nonostante la natura drammatica di questo intervento divino, Faustus ignora l'iscrizione dicendo di essere già dannato dalle azioni finora compiute e perciò rimasto senza posto nel quale fuggire. Mefistofele utilizza carboni ardenti per riaprire la ferita e così Faustus può giurare con il proprio sangue.
Faustus incomincia domandando a Mefistofele alcune questioni scientifiche. Tuttavia il diavolo appare piuttosto evasivo e termina con una citazione latina, "Per inoequalem motum respectu totius" ("attraverso un movimento diseguale con rispetto per il tutto"). Questa affermazione non ha il minimo fondamento scientifico e suggerisce l'impressione che Mefistofele sia inaffidabile.
Due angeli, uno buono e uno malvagio, si manifestano a Faustus: quello buono gli raccomanda di pentirsi e di venire meno al patto. Questo è l'errore più grande che Faustus commette all'interno di tutta l'opera: è cieco di fronte alla possibilità di redenzione. Nonostante Mefistofele inizialmente lo esorti a "non fare domande futili", Faustus è tormentato dal pensiero della dannazione eterna. Lucifero manda a Faustus la personificazione dei vizi capitali, ma Faustus non riconosce l'avvertimento e lo ignora. Da qui alla fine della rappresentazione Faustus non fa nulla di utile, nonostante il suo intento iniziale fosse quello di essere in grado di compiere qualsiasi cosa. Faustus si mostra agli studiosi e li avverte di essere dannato e di essere prossimo alla morte, spiega il motivo della sua dannazione e alla fine sembra pentirsi dei suoi peccati. Mefistofele giunge a riscuotere la sua anima e porta Faustus all'inferno con lui.
Il testo lascia il confronto finale fra Mefistofele e Faustus fuori dalla scena e il destino di quest'ultimo è dato per scontato. La scena seguente incomincia con il ritrovamento, da parte di amici, dei vestiti di Faustus sparsi sul palco e da ciò il lettore può concludere che Faustus è stato dannato. Tuttavia i suoi amici decidono di indire una festa in sua memoria, quasi una cerimonia religiosa che allude alla salvezza. La scoperta degli abiti è una scena presente solo nell'edizione postuma della tragedia chiamata 'testo B', mentre nella versione precedente del dramma i diavoli conducevano Faustus fuori dal palco.
Prima di morire fa apparire a sé la mitica Elena di Troia, con cui si stringe in un appassionato abbraccio in uno dei momenti più appassionati e poetici del dramma. L'abbraccio è sacrilego: Elena viene evocata dal diavolo ed è lei stessa un demonio, per cui l'amplesso conferisce a Faustus natura demoniaca. Ma, al contempo, l'unione è mistica: Elena rappresenta la sapienza con cui il filosofo si congiunge tradizionalmente in un abbraccio erotico. Nell'ultima ora della sua vita Faustus dà vita ad un famosissimo soliloquio, con cui l'opera raggiunge un altissimo livello di poesia.

## Origini

### Fonti
Dottor Faustus è basato su un antico racconto ed è ritenuto la prima rappresentazione teatrale della leggenda del Dottor Faust.
Alcuni studiosi credono che Marlowe abbia sviluppato la storia partendo da una traduzione popolare del 1592, comunemente chiamata "The English Faustus book" ("Il libro inglese di Faustus"). Si pensa che esista una precedente edizione tedesca del 1587 (disponibile in italiano Johan Spies, Storia del dottor Faust, ben noto mago e negromante, Garzanti. Milano 2006) che potrebbe a sua volta essere stata influenzata da precedenti trattati latini, anch'essi andati persi, come quelli che potrebbero aver ispirato il trattato di Jacob Bidermann sulla dannazione del Dottore di Parigi Cenodoxus (1602). Alcuni divinatori o necromanti degli ultimi anni del quindicesimo secolo adottarono il nome d'arte "Faustus" come riferimento agli omonimi latini di "favorito" e "di buon auspicio"; fu famoso Georgius Faustus Helmstetensis, che si faceva chiamare astrologo e chiromante, che fu espulso dalla città di Ingolstadt a causa di ciò. Critici successivi hanno identificato questo esempio come emblema del leggendario Faustus. Qualunque sia l'ispirazione, lo sviluppo dell'opera di Marlowe è molto fedele al "Faustus book" ("libro di Faustus") soprattutto nel modo in cui si mescolano commedia e tragedia.
Tuttavia Marlowe introdusse alcuni cambiamenti al fine di rendere l'opera più originale. In particolare tre elementi sulla sua opera teatrale:
- Il soliloquio di Faustus nel primo atto sulla vanità della scienza umana;
- Angeli buoni e malvagi;
- La sostituzione di una parata di demoni con i vizi capitali.[senza fonte]

Inoltre egli enfatizzò le sue aspirazioni intellettuali ed il suo desiderio di sapere e minimizzò i vizi nel personaggio di Faustus al fine di conferire un'aura rinascimentale alla storia.

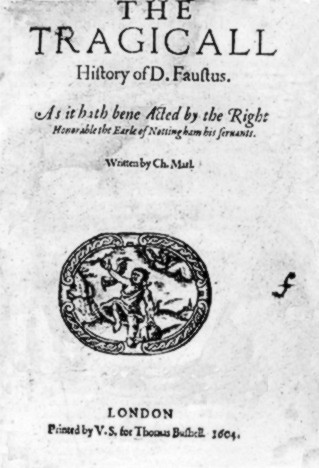
Il frontespizio dell'edizione del 1604

### Composizione e stampa
Esistono due versioni della tragedia:
1. Il "quarto" stampato nel 1604 da parte di Valentine Simmes per Thomas Law; a volte chiamato anche "testo A"[11]. La locandina attribuisce la produzione teatrale a "Ch. Marl.". Una seconda edizione (A2) del 1609, stampata da George Eld per John Wright, non è altro che una ristampa del testo del 1604: infatti è troppo breve (1485 versi) per essere un'opera rinascimentale.[senza fonte]
2. Il quarto del 1616 pubblicato da John Wright, testo ampliato e modificato, anche chiamato "testo B",[11] che ha avuto molte ristampe negli anni 1619, 1620, 1624, 163 e 1663.[senza fonte]

La versione del 1616 tralascia 36 versi aggiungendone però 676, risultando circa un terzo più lunga di quella precedente. Nei versi comuni ad entrambe vi sono modifiche sintattiche come "Never too late, if Faustus can repent" ("mai troppo tardi, se Faustus potrà pentirsi") che diventa "Never too late, if Faustus will repent" ("mai troppo tardi, se Faustus vorrà pentirsi"), in modo da mostrare una prospettiva ben diversa alla speranza e al pentimento di Faustus.
Un cambiamento rilevante tra i due testi A e B riguarda il nome del diavolo convocato da Faustus: il testo A afferma che il suo nome sia generalmente "Mephastophilis", mentre la versione del testo B afferma comunemente "Mephostophilis"; esso è in ogni caso riferito a "Mephistopheles" nel Faustbuch, la fonte dell'idea che apparve in traduzione inglese intorno al 1588.
Il rapporto tra i testi è incerto e molte edizioni moderne li stampano entrambi. Come tutti i drammaturghi elisabettiani, Marlowe non ebbe nulla a che fare con la pubblicazione né ebbe alcun controllo sulla messa in scena dell'opera; fu quindi possibile che certe scene venissero accorciate o tralasciate del tutto o che nuove scene venissero aggiunte; di conseguenza le pubblicazioni finali potrebbero essere versioni modificate rispetto al copione originale. 
La versione del 1604 è ritenuta dalla maggior parte degli studiosi la più fedele all'opera originariamente rappresentata durante la vita di Marlowe, mentre la versione del 1616 è ritenuta un adattamento postumo da parte di terzi. Alcuni sono in disaccordo con questa opinione, ritenendo la versione del 1604 una riduzione e quella del 1616 originale e completa.
In passato si suppose che le scene comiche fossero state aggiunte da parte di altri scrittori. Comunque la maggioranza degli studiosi d'oggi considera gli intermezzi comici parte integrante dell'opera, dato che il loro tono indica il cambiamento nelle ambizioni di Faustus, suggerendo che fu lo stesso Marlowe a sovrintendere alla composizione. Il clown è visto come elemento stereotipato, iniziatore del sollievo comico. 

## Commento

### Temi e motivi

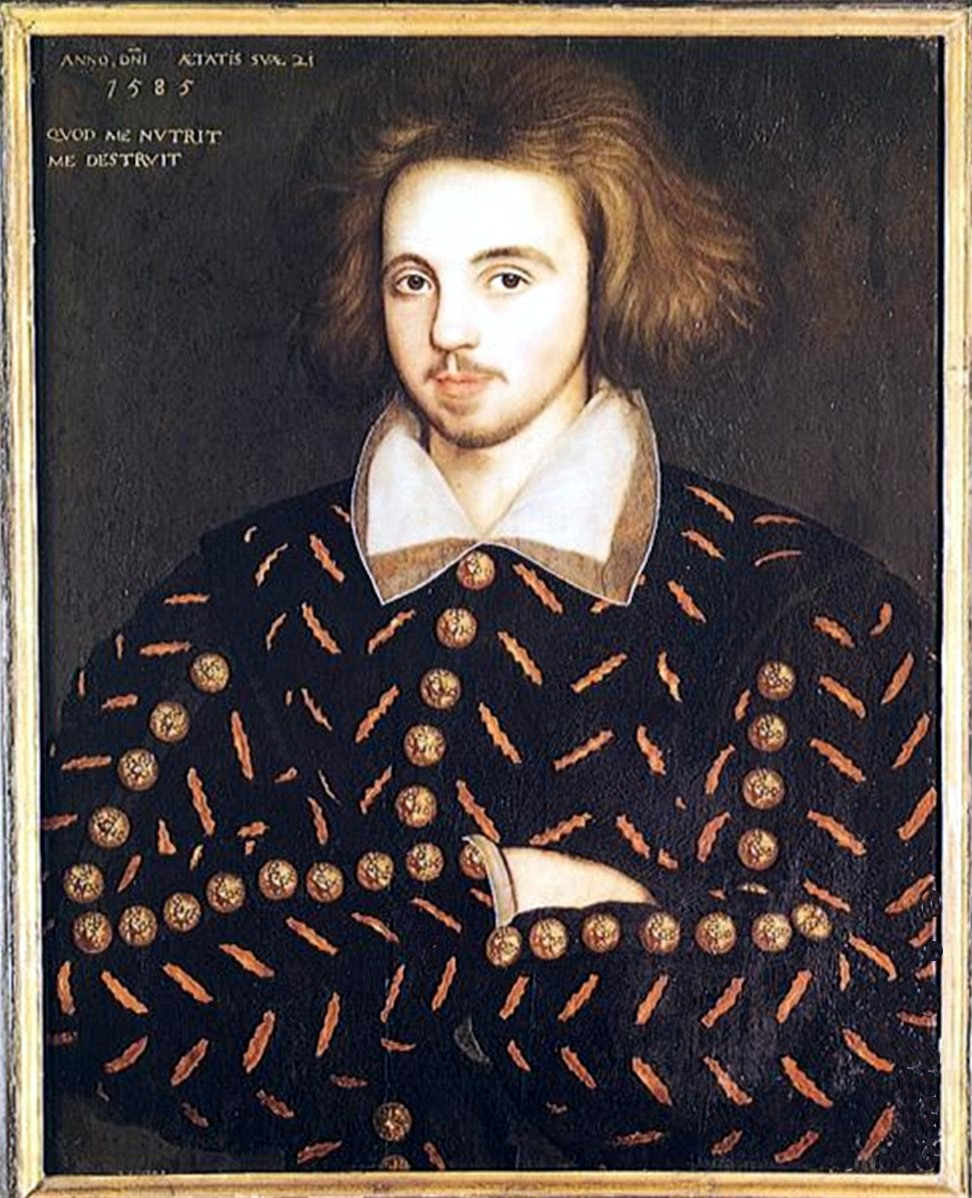
Il drammaturgo Christopher Marlowe

Un importante tema in "Doctor Faustus" è il peccato. In tutta l'opera teatrale Faustus viene continuamente a fare scelte sbagliate quando si tratta di stile di vita. Il suo primo peccato è l'avidità. Faustus ha iniziato la sua caduta spirituale facendo un patto con il diavolo, per avidità intellettuale. Faustus, studioso tedesco ben noto per le sue realizzazioni, cresce sofferente delle limitazioni sulla conoscenza umana, che lo porta a interessarsi di magia per saziare la sua brama avida. Allora convoca Mefistofele, un demonio, ordinandogli di andare da Lucifero per saziare la sua voglia: ciò richiama, oltre all'avidità, il peccato forse più grande di tutti, la superbia, che porta a non riconoscere alcun limite e a compiere atti sconsiderati, come convocare un demonio illudendosi di poterlo trattare come un servo. Mefistofele, per accontentare Faustus in cambio dell'anima a Lucifero, offre al dottore ventiquattro anni di servitù: così, all'altare dell'orgoglio e della brama, Faustus sacrifica la sua libertà eterna, per una libertà temporanea e illusoria. Intanto Mefistofele, in cambio, dovrà servire Faustus per ventiquattro anni, fino alla resa dei conti.
Alla notizia dell'accettazione di Lucifero, Faustus inizia il primo anno della sua nuova vita dando sfogo alla sua natura peccaminosa perché, come prima reazione, in lui nasce un senso di immensa liberazione dagli umani limiti, una percezione di sé stoltamente indifferente alle conseguenze per la sua anima, come fosse onnipotente. In realtà Faustus riuscirà a compiere solo imprese da poco e non quelle grandiose che s'immaginava. Entra in una spirale senza via d'uscita non tanto perché soddisfa le sue voglie materiali e carnali, quanto perché, ancora di più, alimenta la propria vanagloria: con l'inganno ottiene la lode altrui. Si compiace che gli altri lo guardino come un "eroe", anche se sa perfettamente di non esserlo. E ciò aumenta ancora di più la sua superbia, nonostante il rimorso sia sempre dietro l'angolo. In fondo, Faustus si rende conto del suo errore nel credere che il potere della conoscenza gli porterà la felicità, ma ormai non vuole più tornare indietro, anche se la possibilità di salvarsi l'anima esiste ancora, fino all'ultimo: lo manifesta l'angelo buono che cerca, inutilmente, di consigliarlo.
Alla fine dei suoi ventiquattro anni, Faustus è pieno di paura ed è incredibilmente pieno di rimorsi per le sue passate azioni, ma è troppo tardi: il suo rimorso non è vero pentimento. Se si pentisse si salverebbe, ma la semplice paura del giusto castigo porta in lui solo angoscioso rammarico per essere stato, lui e non altri, la causa della propria rovina.
In termini di contesto storico, uno dei maggiori temi riguarda la conoscenza e la ricerca della stessa. Mentre i pensatori illuministi dimostrarono fino a che punto la scienza e la speculazione razionale potessero implementare la conoscenza umana del cosmo e altri importanti quesiti dell'epoca, Marlowe presenta l'idea di Hybris che fondamentalmente si rifà alla ricerca della conoscenza in età religiosa. Marlowe presta attenzione alle sensazioni sperimentate da lui stesso e dagli altri pensatori del tempo: la natura insoddisfacente delle risposte trovate come parte di questa ricerca e l'impossibilità di conoscere tutto in una vita così breve come quella dell'uomo.
Satanismo e morte sono temi altrettanto importanti. Marlowe ambienta la storia a Wittenburg in Germania, con Faustus che vende la sua anima al demonio e gli dichiara la sua servitù (I am a servant to great Lucipher and may not follow thee without his leave. No more than he commands we must perform, p. 13, verso 39-41). Marlowe mostra per tutta l'opera che il voto di Faustus di farsi servo di Satana condiziona negativamente la sua vita e che se solo avesse saputo a cosa sarebbe andato incontro, non avrebbe mai fatto un patto con il diavolo.
La magia è un'altra tematica prevalente. La caduta di Faustus ha inizio con il suo amore per la conoscenza, che lo conduce al bisogno di utilizzare la magia. Egli ama il fatto che la gente lo elogi come un genio, il che lo induce a sentire il bisogno di ottenere poteri speciali. A Faustus piace imbrogliare le persone usando i suoi poteri e si spinge ad usarli perfino su un drago. Con la magia evoca demòni ed anche Elena di Troia: per essere confortato durante le sue ultime ore. L'uso della magia, l'acquisizione di poteri diabolici, sono dimostrazione della demonizzazione di Faustus. Egli non vuole più essere un semplice mortale, ma chiede di diventare potente come il diavolo stesso. Illuminante, a tal riguardo, quanto afferma Luigi Maio: "il Faustus marloviano non vuole farsi spirito evanescente - e tanto meno degradarsi in bestia - bensì divenire un diavolo in forma e sostanza; ma, essendo diabolico solo il pervertimento di una natura buona (perché creata da Dio), Faustus diverrà uno «spirito» senza il concorso di prodigi inferi o miracoli superni; senza, cioè, subire una transformation, ma solo pervertendo la propria volontà e mantenendo, così, l’originaria forma e sostanza, facendo del corpo il «tabernacolo del danno»."
Una delle tematiche più evidenti è la battaglia tra bene e male. All'inizio dell'opera, Faustus si sente conteso tra bene e male . Comprende quindi la distinzione e le conseguenze della scelta, ma lo
sopraffà il suo desiderio di piaceri terreni. Il suo desiderio edonistico è personificato attraverso i sette peccati capitali che gli parlano, tentandolo. Nicholas Kiessling spiega come i peccati di Faustus lo portino alla sua stessa dannazione, dicendo: "L'indulgenza di Faustus a proposito delle distrazioni sensuali, una volta vincolato a Satana attraverso il patto, equivale per lui a godere di un contentino di sensualità che scacci la paura che egli prova per la propria imminente dannazione."
Un altro esempio della lotta di Faustus tra bene e male è mostrato attraverso gli angeli, il buono e il malvagio, che tentano di influenzare le sue decisioni e i suoi comportamenti. Al riguardo Kiessling dice: "Nonostante Faustus non si curi della possibilità di redimersi, Marlowe lascia capire in modo evidente come tale possibilità esista ancora". MA nonostante riconosca le conseguenze della scelta di seguire lo spirito demoniaco anziché lo spirito buono, Faustus non può resistere al diavolo e ai piaceri terreni che esso gli offre. Doctor Faustus ha sollevato parecchie controversie per quanto riguarda il suo totale riferirsi al mondo demoniaco. Prima di Marlowe, pochi scrittori si erano cimentati in questo tipo di tematiche. Dopo la tragedia da lui scritta, invece, altri autori vollero affrontare proprio temi quali il mondo spirituale in rapporto alla fragilità morale dell'uomo.

### I personaggi principali
Il Dottor Faustus

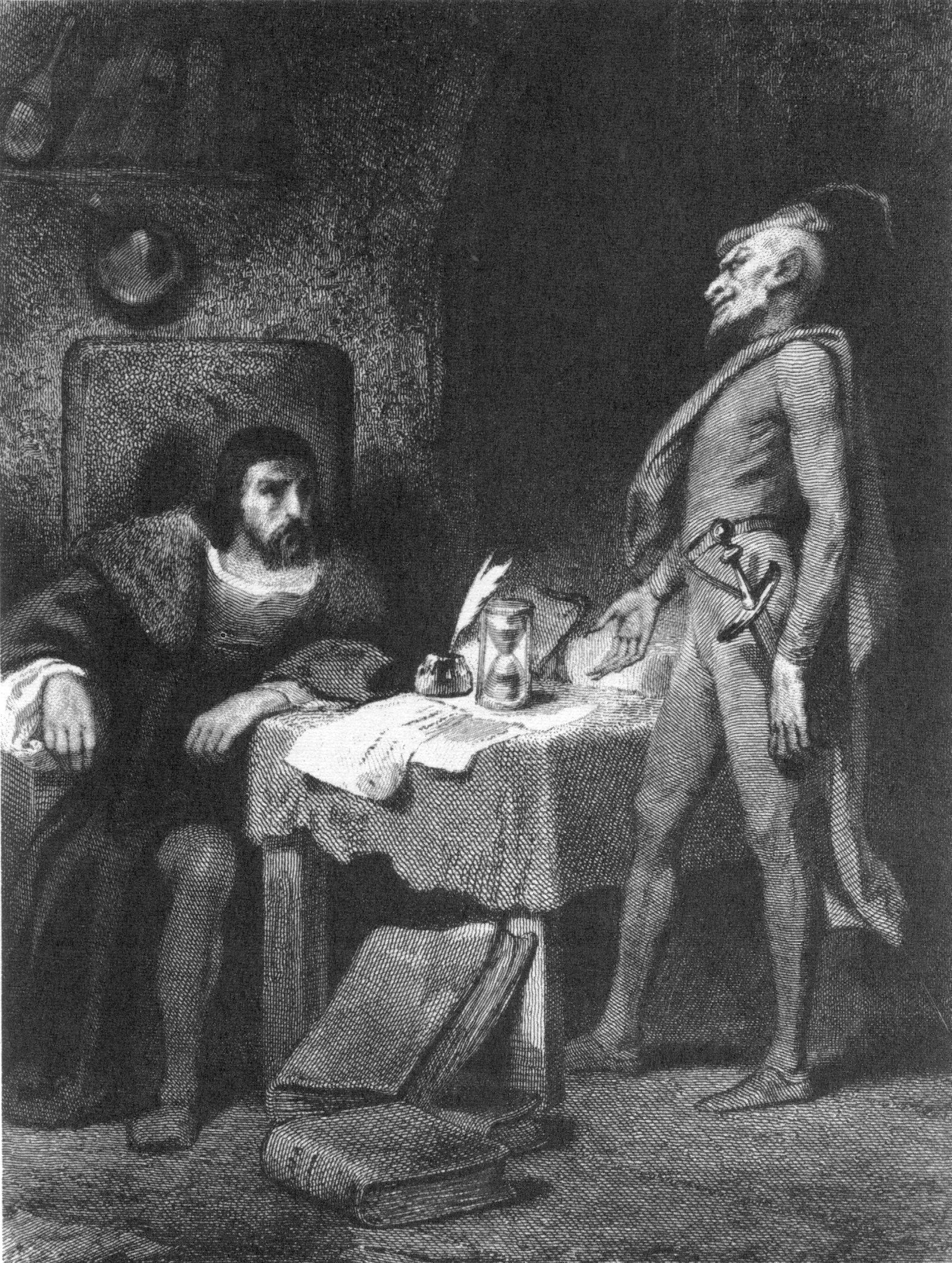
Faust e Mefistofele nell'incisione di Tony Johannot per il Faust di Johann Wolfgang von Goethe

Il Dottor Faustus è il protagonista dell'opera teatrale, uomo geniale ma tanto ambizioso da ricorrere alla negromanzia per raggiungere i propri obiettivi: onore e potere. Durante la terza scena del primo atto riesce ad evocare Mefistofele, servo di Lucifero, e gli offre la propria anima a una condizione: il demonio dovrà soddisfare ogni suo capriccio e rispondere a ogni sua domanda per ventiquattro anni.
Mefistofele è un demonio che Faustus evoca la prima volta in cui vuol far uso dei poteri magici. Inizialmente il lettore prova solidarietà verso il demonio quando esso tenta di dissuadere Faustus dal donare la sua anima a Lucifero. Mefistofele descrive a Faustus l'inferno e i continui orrori ivi perpetrati. Vuole che Faustus sia consapevole di ciò che lo aspetta prima di continuare con il suo progetto.
(Marlowe, 14)
Sfortunatamente, il tentativo fallisce in quanto Faustus reputa che i poteri soprannaturali valgano molto più di un'eternità all'inferno. Alcuni studiosi sostengono che Mefistofele rappresenti il dolore della separazione da Dio. Mefistofele sta infatti prefigurando il dolore che Faustus dovrà sopportare se proseguirà nel suo intento. Sotto questo aspetto Faustus può, di nuovo, essere associato a Icaro, la cui insaziabile ambizione fu fonte di sofferenze e causa del suo destino. 
Wagner

### Struttura

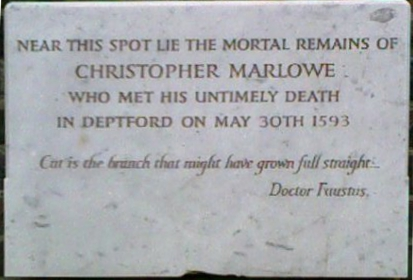
Epitaffio sulla tomba di Christopher Marlowe, che riporta una citazione tratta dall'ultimo atto del Dottor Faustus: "Cut is the branch that might have grown full straight" (Spezzato è il ramo che poteva crescere dritto)

La tragedia è scritta in blank verse e in prosa, in tredici scene (1604) o in venti scene (1616).
Il verso sciolto è in prevalenza riservato alle scene principali, mentre la prosa è usata nelle scene comiche. I testi moderni dividono l'opera in cinque atti; l'atto 5 è il più corto. Come in molte altre opere elisabettiane, c'è un coro che non interagisce con gli altri personaggi, ma piuttosto fornisce l'introduzione e la conclusione al dramma e presenta i fatti, che si svolgono all'inizio di alcuni atti.
Insieme ai fatti storici, allo stile della lingua e alla sua incidenza sul dramma nel suo complesso, gli studiosi hanno criticato e analizzato la struttura del Dottor Faustus. Leonard H. Frey ha scritto un documento intitolato "All'inizio e alla fine del Dr. Faustus", che si concentra soprattutto sui soliloqui introduttivi e conclusivi dell'autore. Sottolinea l'importanza dei soliloqui nella rappresentazione, affermando che "il soliloquio, forse più di ogni altra tecnica teatrale, coinvolgeva il pubblico a partecipare con l'immaginazione agli eventi sul palcoscenico". Sostenendo il Dottor Faustus, questi soliloqui all'inizio e alla fine della tragedia, l'attenzione è concentrata sui suoi pensieri e sentimenti più profondi circa la resa al diavolo. I soliloqui sviluppano concetti paralleli. Nel soliloquio introduttivo Faustus inizia a riflettere sul destino della sua vita e su come vuole che sia la sua carriera. Egli conclude il suo soliloquio con la soluzione e decisione di donare la sua anima al diavolo. In modo simile nel soliloquio conclusivo, Faustus inizia a riflettere e alla fine viene a patti con il destino che ha creato per sé stesso. Frey inoltre spiega:
(Frey 1963, Modern Language Quarterly, vol. 24, n. 4)

### Calvinismo e Anti-Calvinismo

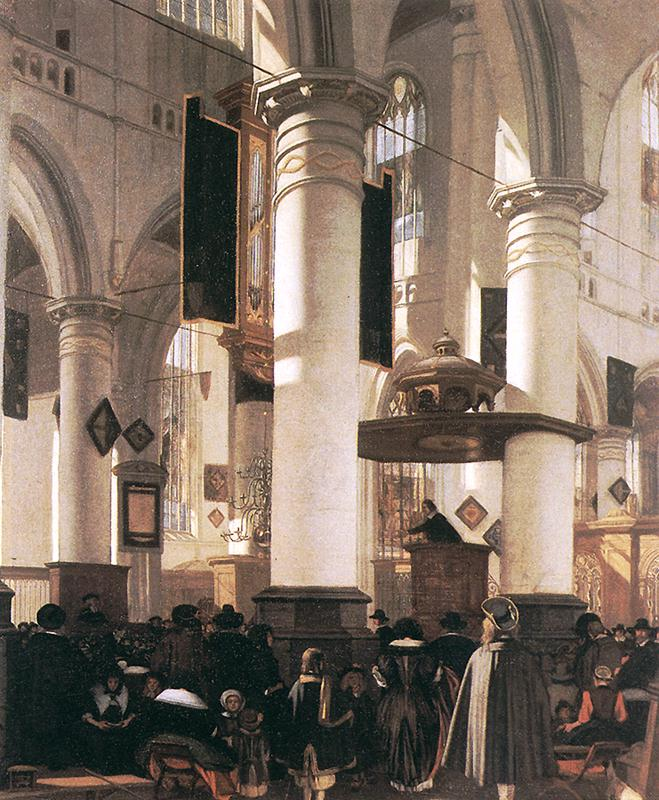
Interno di una chiesa calvinista in un dipinto di Emmanuel de Witte, c. 1660

Le ricadute teologiche del Doctor Faustus sono state il soggetto di un acceso dibattito durante l'ultimo secolo. Il dubbio se la tragedia supporta o avversa il Calvinismo, avente alla base la predestinazione, è tra i punti più intricati della contesa, cosa che influenzò notevolmente le letture e gli scritti di molti studiosi inglesi nella seconda metà del sedicesimo secolo. D'accordo con Giovanni Calvino, predestinazione significa che Dio, il quale agisce soltanto per volontà propria, elegga alcune persone da salvare ed altre da dannare, in modo tale che l'individuo non abbia alcun controllo sul proprio destino. Questa dottrina fu causa di molte controversie perché era vista, da coloro chiamati anti-Calvinisti, come forte limitazione alla libertà umana circa il destino e la salvezza e come espressione di un dilemma sulla teodicea.
Quando Doctor Faustus fu rappresentato per la prima volta, questa dottrina si stava diffondendo in Inghilterra e, sotto la spinta dei Puritani a Cambridge e Oxford, venne considerata la posizione ortodossa della Chiesa Anglicana. Tuttavia restò causa di vigorosi e, per quel tempo, accesi scontri fra studiosi Calvinisti, come William Whitaker e William Perkins, e anti-Calvinisti, come William Barrett e Peter Baro. La disputa fra questi intellettuali di Cambridge raggiunse quasi il suo apice mentre Marlowe era studente proprio lì negli anni '80 del sedicesimo secolo e probabilmente ne è stato profondamente influenzato, come egli fece a sua volta con molti dei suoi studenti. Riguardo al destino di Faustus, il Calvinismo conclude che la sua dannazione fu inevitabile. La sua avversione verso la possibilità di redenzione e la conseguente impossibilità di salvezza dettata dalla sua scarsa fede verso la grazia divina sono prese da essi come prova del fatto che egli non faccia parte degli eletti dalla provvidenza, ma che anzi sia, fin dall'inizio, destinato alla dannazione. Nei suoi Punti chiave della religione cristiana, Theodore Beza, il successore di Giovanni Calvino, descrive la categoria dei peccatori tra i quali Faustus è maggiormente probabile che sia stato ideato:
"In conclusione: i più infelici di tutti salgono ancora più in alto così che la loro caduta sia ancora più dolorosa; essi vengono elevati da un qualche dono della grazia, in modo da poter assaggiare in piccola parte i doni celesti: cosicché per un poco sembrano averne ricevuto il seme. Ma questo è sicuro, che lo spirito di elezione che abbiamo detto essere solo di coloro che non vengono mai esclusi ma sono scritti nel segreto del popolo di Dio non si comunica mai a loro perché se essi fossero tra gli eletti rimarrebbero sempre a farne parte. Tutti costoro perciò (perché necessariamente e tuttavia di loro volontà, come chi è soggetto alla schiavitù del peccato, ritornano alla loro feccia e decadono dalla fede) vengono estirpati alla radice per essere gettati nel fuoco."
Per i calvinisti Faustus rappresenta la peggior specie di peccatore, avendo ricevuto il dono del paradiso, ma nello stesso tempo rifiutandolo. La sua dannazione è giustificata e meritata perché egli non è mai realmente annoverato fra gli eletti. Secondo questo punto di vista la tragedia dimostra "il concetto di casualità tripartita" di Calvino, secondo cui la dannazione di Faustus è direttamente voluta da Dio, poi da Satana e, alla fine, da sé stesso. Come spiega Calvino stesso nel suo Corso di religione cristiana: "Noi osserviamo dunque che non sia da considerarsi assurdo che un'azione del singolo venga attribuita a Dio, a Satana e all'uomo: vi è tuttavia una diversità negli intenti e nelle vie attraverso cui essa viene fatta poiché è noto che la giustizia di Dio non possa commettere errore e, di contro, che Satana e l'uomo siano malvagi di base, e che si debbano guardare dalla propria natura." 
La visione anti-Calvinista, tuttavia, trova ciò deplorevole e preferisce interpretare Dottor Faustus come critico verso queste dottrine. Uno dei più grandi critici del Calvinismo fu, al tempo di Marlowe, Peter Baro, che sostenne che questi insegnamenti incoraggino la disperazione tra i credenti, piuttosto che il pentimento tra i peccatori. Infatti egli sostenne che il Calvinismo creò un dubbio teologico: "E poi che cosa dovremmo dire? Che questa questione, così tanto discussa tra i filosofi, gli uomini più saggi, ma ancora senza soluzione, non può essere discussa e risolta nemmeno dalle divinità, e dagli uomini dotati di saggezza degna del paradiso? E che Dio abbia, in questo caso, abbia fatto una croce sopra gli uomini istruiti, di cui si possano continuamente tormentare invano? Non lo posso pesare."
Baro si rende conto del fatto che la minaccia di disperazione che fronteggiava la chiesa protestante non avrebbe trovato un compromesso su come capire i fondamenti. Per lui i calvinisti stavano complicando eccessivamente la questione di fede e pentimento, causando quindi una grande confusione, ma non necessaria fra credenti non decisi. Faustus stesso confessa un sentimento simile riguardo alla predestinazione:
Al giorno d'oggi, tuttavia, il fondamento teologico di Marlowe e del Dottor Faustus rimane troppo ambiguo per qualsiasi tipo di interpretazione certa. 

## Rappresentazioni e adattamenti

### Rappresentazioni principali
Gli "Admiral's men" ("uomini dell'ammiraglio") rappresentarono il Dottor Faustus venticinque volte nell'arco dei tre anni tra 1594 e il 1597. Il 22 novembre 1602 il diario di Philip Henslowe registra un pagamento di £4 a favore di Samuel Rowley e William Bird per aggiunte al dramma, il che indicherebbe una rivisitazione minuziosa dell'elaborato poco dopo quella data. L'effetto formidabile delle prime produzioni è sottolineato dalle leggende che presto maturarono attorno ad esse. William Prynne riporta, nel suo Histriomastix datato 1632, una storia popolare secondo cui una volta veri diavoli si presentarono in scena durante una rappresentazione della tragedia "con il grande stupore di entrambi gli attori e degli spettatori". Si suppone che alcune persone persero il senno "turbati da questa visione tremenda". John Aubrey registrò una visione correlata, ossia che Edward Alleyn, primo attore degli The Admiral's Men, dedicò i suoi ultimi anni di vita impegnandosi in opere di carità, quale la fondazione del Dulwich College, come immediata reazione all'episodio. La rappresentazione potrebbe essere entrata nello "Stationers' Register" ("registro dei cartolai") il 18 dicembre 1592, anche se i riferimenti sono confusi e sembrano indicare un conflitto per i diritti sulla rappresentazione. Una registrazione successiva sullo stesso, datata 7 gennaio 1601, attribuisce l'opera al libraio Thomas Bushnell, editore della prima edizione del 1604. Bushnell vendette i propri diritti sull'opera a John Wright il 13 settembre 1610.
Una produzione teatrale al Greenwich Theatre di Londra nel 2009, che è stata diretta da Elizabeth Freestone e nella quale hanno recitato Tim Treolar nei panni di Mefistofele e Gareth Kennerley in quelli di Faustus, è stata filmata per un'edizione DVD a cura di Stage on Screen.

### Trasposizioni cinematografiche
L'opera è stata adattata al grande schermo nel 1967 da Richard Burton e Nevill Coghill, che hanno basato il film su una produzione della Oxford University Dramatic Society nella quale Burton ha recitato con Elizabeth Taylor nelle vesti di Elena di Troia.

### Trasposizioni televisive
- Il Fausto di Marlowe, (1978), regia di Leandro Castellani con Tino Buazzelli

## Il Dottor Faustusnei secoli
Faustus include un noto discorso rivolto allo spirito di Elena di Troia, evocato nell'atto V, scena I.
(Faust, Chritopher Marlowe Atto V, scena I)
Brani di questo discorso sono stati utilizzati nel film Shakespeare in Love e nell'episodio "The Squire of Gothos" di Star Trek; il discorso è stato inoltre fonte di ispirazione per il titolo del volume I del popolare fumetto "Age of Bronze". Cole Porter citò questi versi nella canzone "You've Got That Thing" scritta per il musical "Fifty Million Frenchmen"
Rendevano schiavo ogni uomo

Se il suo viso lanciò mille navi

Beh, il tuo potrebbe lanciare tutta la marina.»
(You've Got That Thing, Cole Porter)
In effetti l'incipit del discorso è, in sostanza, una citazione tratta dai Dialoghi dei morti di Luciano di Samosata, ancorché rielaborata.

### Edizioni italiane
- Christopher Marlowe, La tragica storia del dottor Faust, traduzione di C. Pavolini, BUR n.2084, Milano, Rizzoli, 1964. - Collana SuperBur Classici, Milano, Rizzoli, 2003, ISBN 978-88-171-0654-2.
- Christopher Marlowe, La tragica storia del Dottor Fausto, in Teatro completo, versione, prefazione e note di Juan Rodolfo Wilcock, Collana Classici, Milano, Adelphi, 1966, ISBN 978-88-459-0013-6. - Collana Gli adelphi n.201, Milano, Adelphi, 2002, ISBN 978-88-459-1652-6.
- Christopher Marlowe, Il Dottor Faust, a cura di Nemi D'Agostino, Quaderni della Fenice N.72, Parma, Guanda, 1980, ISBN 978-88-774-6108-7.
- Cristopher Marlowe, Il Dottor Faust, A cura di Nemi D'Agostino, con un saggio di Thomas Stearns Eliot, Collana Biblioteca, Milano, Mondadori, 1983,  p. 217, ISBN 978-88-04-52720-6. - Collana Oscar Classici, Milano, Mondadori, 1992-2023, ISBN 978-88-046-8038-3.